# Arthez-d'Armagnac
Arthez-d'Armagnac là một xã trong tỉnh Landes ở Aquitaine tây nam nước Pháp